# Oxyconger leptognathus
Oxyconger leptognathus – gatunek ryby węgorzokształtnej z rodziny murenoszczukowatych (Muraenesocidae). Reprezentuje monotypowy rodzaj Oxyconger. Gatunek słabo poznany, prowizorycznie umieszczony w murenoszczukowatych. Występuje na szelfie kontynentalnym w zachodnim Oceanie Spokojnym, na głębokości do 100 m. Osiąga do 60 cm długości całkowitej (TL).